# Furuflaten
Furuflaten (en sami septentrional: Vuošvággi) es una localidad del municipio de Lyngen en Troms, Noruega. Se ubica a lo largo del Lyngenfjorden y en la ribera del río Lyngsdalselva. Está a 15 km al sur de Lyngseidet y a 54 km al sureste de Tromsø. Tiene una población de 241 habitantes y una densidad de 513 hab/km².